# Fear of a Blank Planet
| Оценки критиков  | Оценки критиков |
| Источник         | Оценка          |
| ---------------- | --------------- |
| AllMusic         | [ 1 ]           |
| Aquarian Weekly  | A+              |
| Classic Rock     | (9/10)          |
| Decibel          | (favourable)    |
| Drowned in Sound | (9/10)          |
| IGN              | (8.7/10)        |
| Mojo             | [ 7 ]           |
| The Phoenix      | (favourable)    |
| PopMatters       | [ 9 ]           |
| Sputnikmusic     | [ 10 ]          |

Fear of a Blank Planet — девятый студийный альбом английской прогрессив-рок группы Porcupine Tree. Выпущен 16 апреля 2007 года в Великобритании и Европе, 24 апреля 2007 года в Америке. Стивен Уилсон упомянул, что название альбома является прямой ссылкой на альбом группы Public Enemy 1990 года Fear of a Black Planet. Он объяснил, что расовые отношения были главной проблемой того времени, и что в настоящее время он считает «проблему информационных технологий главной проблемой XXI века».
Q Magazine охарактеризовал альбом, как «драматическая, широкоэкранная, мастерски, даже искренне выполненная рок запись, достойная своей ню-прог-ориентированной аудитории», тогда как Decibel отметил, что «Porcupine Tree доказали, что они могут превзойти самих себя». Fear of a Blank Planet победил в категории «Альбом Года» журнала Classic Rock. Также альбом занял 39 место в списке «50 величайших прог-рок-альбомов всех времён» журнала Rolling Stone.

## Концепция
Концепция альбома взята из новеллы «Лунапарк» Бретта Эстона Эллиса. Новелла повествует о мировоззрении отца, тогда как альбом отражает мировоззрение сына. Многие стихи Fear of a Blank Planet были заимствованы из новеллы, особенно «My Ashes», повествующий об умершем отце, прах которого после кремации был развеян на ветру и впоследствии стирает воспоминания из его жизни.

## Список композиций
Все песни были написаны Стивеном Уилсоном, кроме My Ashes (музыка: Уилсон, Барбьери) и Way Out of Here (музыка: Барбьери, Эдвин, Харрисон, Уилсон).
1. Fear of a Blank Planet — 7:28
2. My Ashes — 5:07
3. Anesthetize — 17:42
4. Sentimental — 5:27
5. Way Out of Here — 7:37
6. Sleep Together — 7:28

## Участники записи
- Стивен Уилсон — вокал, гитара, клавишные
- Ричард Барбиери — клавишные и синтезатор
- Колин Эдвин — бас-гитара
- Гэвин Харрисон — ударные

Приглашённые музыканты
- Алекс Лайфсон (Rush) — гитарное соло в Anesthetize
- Роберт Фрипп (King Crimson) — soundscapes на Way Out of Here
- Джон Уэсли — бэк-вокал